# Koshkonong (Missouri)
Pour les articles homonymes, voir Koshkonong.
Koshkonong est une ville du comté d'Oregon, dans le Missouri, aux États-Unis,. Située au sud-ouest du comté, elle est incorporée en 1899.

## Démographie
Lors du recensement de 2010, la ville comptait une population de 212 habitants. Elle est estimée, en 2016, à 210 habitants.

### Source de la traduction
- (en) Cet article est partiellement ou en totalité issu de l’article de Wikipédia en anglais intitulé « Koshkonong, Missouri » (voir la liste des auteurs).